# 韋施尼茨河

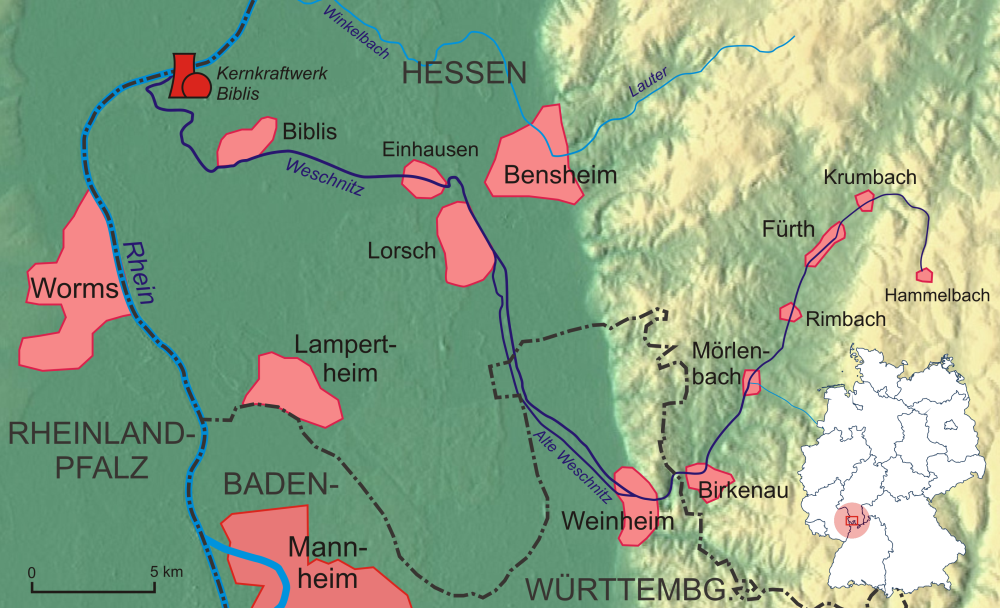

韋施尼茨河是德國的河流，屬於萊茵河的右支流，流經黑森和巴登－符騰堡州，河道全長58.9公里，流域面積435.7平方公里，發源自歐登瓦德山。